# Uwe Backes
Pour les articles homonymes, voir Backes.
Uwe Backes, né le 2 février 1960 à Greimerath en Allemagne, est un politologue allemand professeur de science politique à l'Université technique de Dresde. Il est également directeur adjoint de l'Institut Hannah Arendt pour la recherche sur le totalitarisme. 
Ses recherches concernent l'étude du système démocratique, l'histoire des idéologies, la recherche comparative des extrémismes ainsi que l'histoire des dictatures autoritaires et totalitaires. Depuis 1989, il publie conjointement avec Eckhard Jesse le Jahrbuch Extremismus und Demokratie.

## Publications

### Ouvrages
- (de) Totalitarismus – Extremismus – Terrorismus. Ein Literaturführer und Wegweiser im Lichte deutscher Erfahrung (zusammen mit Eckhard Jesse), 2. aktualisierte und erweiterte Auflage, Opladen 1985.
- (de) Reichstagsbrand. Aufklärung einer historischen Legende (hrsg. mit Karl-Heinz Janßen, Eckhard Jesse, Henning Köhler, Hans Mommsen, Fritz Tobias), München 1986.
- (de) Politischer Extremismus in demokratischen Verfassungsstaaten. Elemente einer normativen Rahmentheorie, Opladen 1989.
- (de) Eckhard Jesse, Uwe Backes und Rainer Zitelmann (Hrsg.): Die Schatten der Vergangenheit. Impulse zur Historisierung des Nationalsozialismus, Berlin 1990, Ullstein-Verlag.
- (de) Bleierne Jahre. Baader-Meinhof und danach, Erlangen 1991.
- (de) Politischer Extremismus in der Bundesrepublik Deutschland (zusammen mit Eckhard Jesse) (Studien zur Geschichte und Politik 272), 4. völlig überarbeitete und aktualisierte Ausgabe, Bonn 1996.
- (de) Die extreme Rechte in Deutschland. Geschichte – gegenwärtige Gefahren – Ursachen – Gegenmaßnahmen, im Auftrag des B’nai B’rith/München (zusammen mit Patrick Moreau), 2. erweiterte Auflage, München 1994.
- (de) Schutz des Staates. Von der Autokratie zur „streitbaren Demokratie“ (Otto von Freising-Vorlesungen der Katholischen Universität Eichstätt 17), Opladen 1998.
- (de) Liberalismus und Demokratie – Antinomie und Synthese. Zum Wechselverhältnis zweier politischer Strömungen im Vormärz (Beiträge zur Geschichte des Parlamentarismus und der politischen Parteien 120), Düsseldorf 2000.
- (de)„Ein Gespenst geht um in Europa“. Das Erbe kommunistischer Ideologien. Hg. mit Stephane Courtois, Köln/Weimar 2002.
- (de)(als Herausgeber) Rechtsextreme Ideologien in Geschichte und Gegenwart, Köln/Weimar 2003

### Ouvrages collectifs
- Sous la direction de Stéphane Courtois, Le jour se lève : l'héritage du totalitarisme en Europe, 1953-2005, Mayenne, Éditions du Rocher, coll. « Démocratie ou totalitarisme », 2006, 493 p. (ISBN 978-2268057019)